# Альбіон (округ Дейн, Вісконсин)
Альбіон (англ. Albion) — місто (англ. town) в США, в окрузі Дейн штату Вісконсин. Населення — 2069 осіб (2020).

## Демографія
Згідно з переписом 2010 року, у місті мешкала 1951 особа в 747 домогосподарствах у складі 539 родин. Було 925 помешкань
Расовий склад населення:
| - 98,4 % — білих - 0,2 % — чорних або афроамериканців - 0,2 % — азіатів - 0,1 % — вихідців з тихоокеанських островів - 0,1 % — корінних американців |

До двох чи більше рас належало 0,9 %. Частка іспаномовних становила 8,7 % від усіх жителів.
За віковим діапазоном населення розподілялося таким чином: 25,7 % — особи молодші 18 років, 62,3 % — особи у віці 18—64 років, 12,0 % — особи у віці 65 років та старші. Медіана віку мешканця становила 41,5 року. На 100 осіб жіночої статі у місті припадало 121,7 чоловіків;  на 100 жінок у віці від 18 років та старших — 108,3 чоловіків також старших 18 років.
Середній дохід на одне домашнє господарство  становив 80 006 доларів США (медіана — 68 657), а середній дохід на одну сім'ю — 88 073 долари (медіана — 83 661). Медіана доходів становила 51 071 долар для чоловіків та 50 033 долари для жінок. За межею бідності перебувало 9,8 % осіб, у тому числі 18,3 % дітей у віці до 18 років та 4,3 % осіб у віці 65 років та старших.
Цивільне працевлаштоване населення становило 1100 осіб. Основні галузі зайнятості: освіта, охорона здоров'я та соціальна допомога — 25,6 %, виробництво — 13,9 %, науковці, спеціалісти, менеджери — 9,7 %, будівництво — 8,1 %.